# Elektroniczna biblioteka Uniwersytetu Warszawskiego
Crispa - biblioteka cyfrowa Uniwersytetu Warszawskiego działająca od 2007 roku w ramach struktury Biblioteki Uniwersyteckiej w Warszawie. W latach 2007–2019 jako: Elektroniczna biblioteka Uniwersytetu Warszawskiego (e-bUW).

## Historia
Elektroniczna biblioteka Uniwersytetu Warszawskiego została otwarta 21 grudnia 2007 roku jako 17 polska biblioteka cyfrowa. W momencie udostępnienia użytkownikom znajdowało się w niej 127 publikacji. Od początku swojego istnienia do roku 2019 była oparta na oprogramowaniu dLibra. Obecnie jest na nowym oprogramowaniu stworzonym przez Dział Sieci Komputerowych UW w ramach Programu Operacyjnego Polska Cyfrowa, działanie 2.3 Cyfrowa dostępność i użyteczność informacji sektora publicznego, poddziałanie 2.3.2 Cyfrowe udostępnienie zasobów.  

## Zbiory
Crispa publikuje przede wszystkim zbiory Biblioteki Uniwersyteckiej oraz współpracujących bibliotek wydziałowych UW znajdujące się w domenie publicznej, które:
- są przydatne w prowadzonych pracach naukowych oraz procesie dydaktycznym,
- mają znaczenie dla ochrony dziedzictwa narodowego – w odniesieniu do kolekcji historycznych zgromadzonych w BUW i w bibliotekach wydziałowych,
- są w złym stanie zachowania i wymagają wycofania z udostępniania,
- mają znaczenie dla propagowania wiedzy o dziedzictwie kulturowym Warszawy i Mazowsza.

Na dzień 2020-04-17 w Crispie jest dostępnych 412 626 publikacji, głównie czasopism i gazet, ale również zbiorów specjalnych.
Publikacje są prezentowane w formacie HC-PDF, istnieje opcja zapisania plików w formacie jpg, pdf oraz djvu.